# جشنة أسترالية
جشنة أسترالية (الاسم العلمي: Anthus novaeseelandiae) (بالإنجليزية: Australasian Pipit)‏ هو طائر صغير من الجواثم ينتمي لفصيلة التمرة وأم عجلان.